# Richard Artschwager

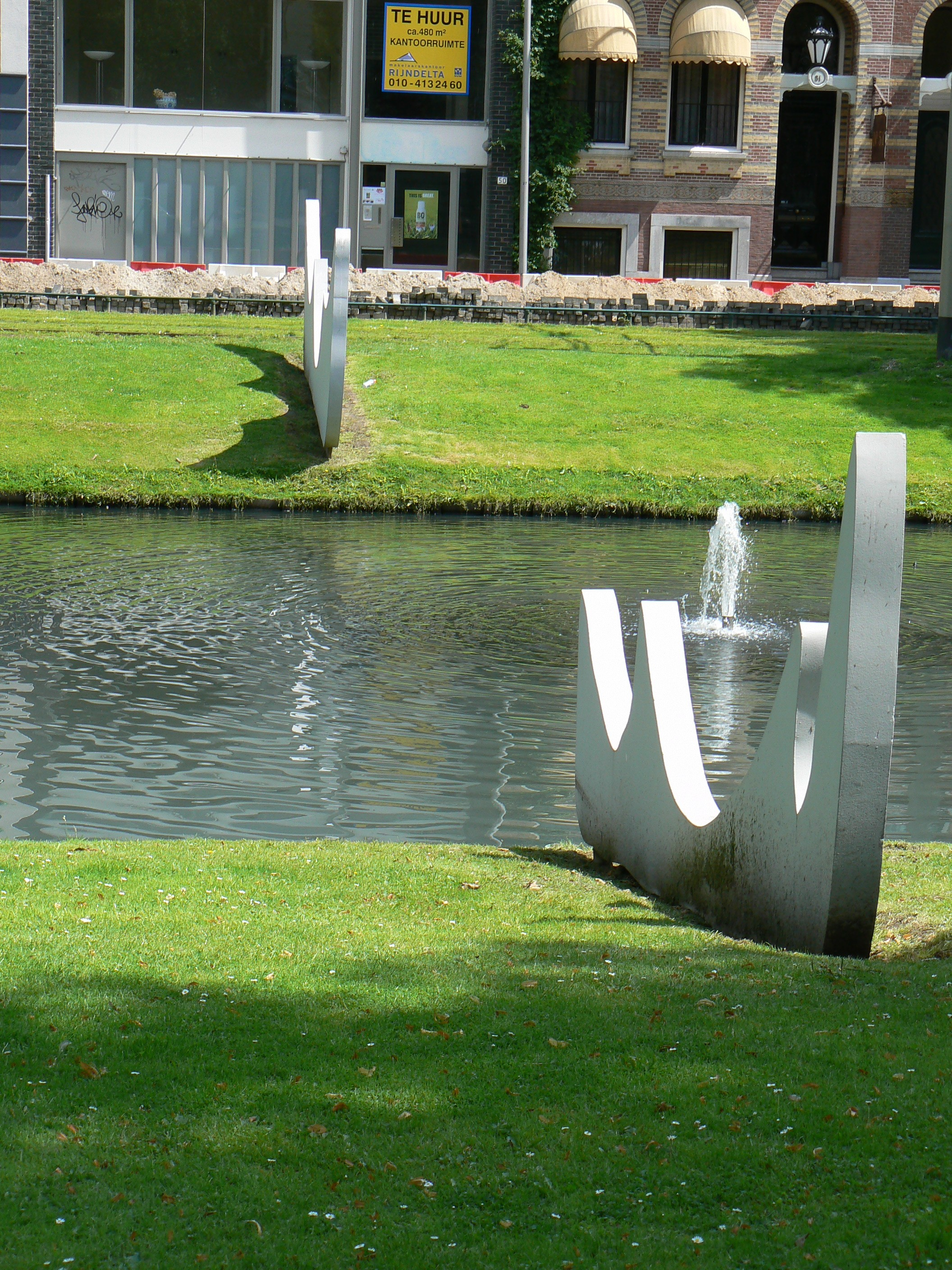
Richard Artschwager in Rotterdam

Richard Artschwager (* 26. Dezember 1923 in Washington, D.C.; † 9. Februar 2013 in Albany, New York) war ein US-amerikanischer Objektkünstler, Maler, Grafiker und Bildhauer. Er gehörte zu den wichtigsten Vertretern der Minimal Art.

## Werdegang
Artschwager wurde 1923 als Sohn eines deutschen Vaters und einer russischen Mutter geboren. Von 1941 bis 1948 studierte er Mathematik und Chemie an der Cornell University, Ithaca, im Bundesstaat New York (USA). Von 1942 bis 1946 absolvierte er seinen Militärdienst bei der US-amerikanischen Armee in Europa. Er war als Intelligence Officer 1944/45 an der Befreiung der fast vollständig zerstörten Stadt Kassel beteiligt. Von 1950 bis 1952 studierte Artschwager an der Amedée-Ozenfant-Studio-School in New York. Anschließend verdiente er sein Geld mit der Herstellung von Möbeln und fertigte 1963 u. a. Claes Oldenburgs Bedroom Ensemble (jetzt im Museum für Moderne Kunst, Frankfurt am Main).
1962 wandte sich Artschwager verstärkt einer eigenen Kunstproduktion zu, die sich jeder eindeutigen Zuordnung verweigerte und die die Gattungszugehörigkeit seiner Werke bewusst unterlief. Seine der Minimal Art verbundenen bildhauerischen Arbeiten und seine an den Hyperrealismus erinnernde Malerei entwickelte er dabei nahezu parallel.

## Werk
Artschwager entwarf seit 1962 eigene möbelähnliche Gebilde, deren skulpturale Autonomie jedoch immer, auf den zweiten Blick, deutlich erkennbar bleibt. Über viele Zeichnungen entwickelte er Schritt für Schritt kubische Formen. Eine einfache Würfelform furnierte er mit verschiedenfarbigem Resopal oder Holzimitaten, quadratische Flächen und mehrere Dreiecke deuten imaginäre Funktionen an. „… das Objekt konnte prinzipiell als Tisch genutzt werden (auch wenn man nicht wusste, wohin mit den Beinen), zugleich war es in der Reduktion seiner Form und dem Schema der Farben wie ein Bild von einem Tisch“.
Eine frühe skulpturale Arbeit von 1962 verband bereits die bildhauerischen und malerischen Ansätze des Künstlers: Portrait I von 1962. An einem von ihm gefertigten Kubus befindet sich ein in Grisailletönen gemaltes Porträt eines Mannes, das an eine Schwarz-Weiß-Fotografie erinnert.
Seine seit Mitte der 1960er Jahre entstandenen Bilder malte er auf Celotex, einer festen Faserplatte aus Zuckerrohrabfällen mit Mineralfasern, dessen Rückseite er als Malgrund nutzte. Seine Bildmotive entnahm er anfangs den Immobilienanzeigen der Zeitungen. Später kamen andere banale Motive hinzu, zwei auch mit pornografischem Inhalt. Artschwager vergrößerte die vorgefundenen Motive um ein Vielfaches und übertrug sie auf die raue Oberfläche der Hartfaserplatten. Durch seine in Grisailletechnik ausgeführte Ölmalerei vermittelte er den Eindruck einer vergrößerten und aufgerasterten Fotografie. Diese dem amerikanischen Hyper-Realismus nahestehende Vorgehensweise blendete jegliche Subjektivität aus. „Es ist das Material und seine Struktur, die das Werk bestimmen sollen, nicht die Handschrift des Künstlers.“ (Kasper König)
Arbeiten von Richard Artschwager waren zwischen 1968 und 1992 auf der 4. documenta, der documenta 5, der documenta 7, der documenta 8 und der documenta 9 in Kassel vertreten. Artschwager gehörte zum Künstlerstamm von Rolf Ricke, dem für die Minimal Art in Europa bahnbrechenden Galeristen.
Er lebte und arbeitete in Upstate New York.

## Zitat
„Bildhauerei ist zum Anfassen, Malerei fürs Auge. Ich wollte eine Skulptur fürs Auge und eine Malerei zum Anfassen machen“.

## Auszeichnungen
- 2002: Wahl in die American Academy of Arts and Letters[3]
- 2005: Wolfgang-Hahn-Preis der Gesellschaft für Moderne Kunst am Museum Ludwig, Köln
- 2007: Roswitha Haftmann-Preis, Zürich
- 2012: Wahl zum Vollmitglied (NA) der National Academy of Design, New York[4]

## Ausstellungen
- 2013: Richard Artschwager !, Armand Hammer Museum of Art, Los Angeles. Die Ausstellung war bereits im Jahre 2012 von Whitney Museum of American Art in Manhattan, New York City konzipiert und dort ausgestellt worden.

## Werke in öffentlichen Sammlungen (Auswahl)
- Kunstmuseum Basel / Museum für Gegenwartskunst, Basel
- Museum für Moderne Kunst, Frankfurt am Main
- Museum Ludwig, Köln
- Lehmbruck-Museum, Duisburg
- Kunstmuseum Wolfsburg
- Museum of Modern Art, New York
- Whitney Museum of American Art, New York
- Museu Serralves, Porto
- Lehmbruck-Museum, Duisburg
- Rieckhalle, Berlin
- Kunstsammlung Nordrhein-Westfalen, Düsseldorf